# Pedro Boado Sánchez
Pedro Boado Sánchez (Quintás, La Barra, Coles, c. 1790- 1823) fue un político y escritor gallego, doctor en leyes, de ideología liberal.

## Trayectoria
Boado Sánchez residía en La Coruña en 1814 cuando fue denunciado por los absolutistas como líder de los liberales más radicales. Era secretario del jefe político y acababa de ser nombrado magistrado en Pamplona en el momento en el que triunfa la restauración del absolutismo, hecho que dio un parón a su carrera. Participó en el pronunciamento constitucional coruñés de 1820. Fue secretario de la Sociedad Patriótica de la Coruña y nombrado Jefe político de los distritos de Tuy y Orense y más tarde de la provincia de Orense (1822), aunque algunos afirman que fue también Jefe Político de la provincia de Zamora. Fundó el Boletín Oficial de Orense, de tendencia liberal.
En junio de 1823 publicó Diálogo entre de los labradores gallegos afligidos y un abogado instruido, despreocupado y compasivo, coloquio de propaganda ideológica liberal en el que dos de los personajes, los labradores Francisco González y Manuel Ribera, hablan gallego y los otros dos, el abogado y el amanuense, hablan castellano.
En julio de 1823 marchó exiliado a Oporto y murió durante el incendio de una embarcación mientras huía también del absolutismo portugués.

## Otros artículos
- Revolución de 1820
- Literatura gallega del Prerrexurdimento